# منطقة فاماغوستا
منطقة فاماغوستا هي إحدى مناطق قبرص الستة. المدينة الرئيسية هي أهم ميناء في الجزيرة، فاماغوستا.